# Distrikt Qaanaaq
Qaanaaq ist seit 2009 ein grönländischer Distrikt in Nordgrönland. Er ist deckungsgleich mit der von 1963 bis 2008 bestehenden Gemeinde Qaanaaq.

## Lage
Der Distrikt Qaanaaq ist der nördlichste Distrikt Grönlands. Im Süden grenzt er an den Distrikt Upernavik. Nach Norden hin gelangt man zum Peary Land, dem nördlichsten Gebiet Grönlands, das bis zum 8. November 1988 zur damaligen Gemeinde Qaanaaq gehörte, seither aber wie die südöstlich gelegenen Gebiete zum gemeindefreien Nordost-Grönland-Nationalpark gehört. Der grönländische Eisschild reicht in den meisten Landesteilen bis nah an die Küste, die von einem namenlosen Gebirge geprägt wird, das zumeist Mittelgebirgscharakter hat. Der höchste Gipfel ist der 1483 m hohe Haffner Bjerg. Im Wesentlichen liegt der Distrikt auf der Hayes-Halbinsel, die durch den über 130 km langen Kangerlussuaq (Inglefield Bredning) in zwei Hälften geteilt wird.

## Geschichte
Die Gemeinde Qaanaaq entstand 1963 durch die Dekolonialisierung des Kolonialdistrikts Thule.
1968 kam es zum Absturz eines US-amerikanischen Militärflugzeugs, das Atomwaffen geladen hatte, womit die Umgebung radioaktiv verseucht wurde.
Bei der Verwaltungsreform 2009 wurde die Gemeinde Qaanaaq in die Qaasuitsup Kommunia eingegliedert und zu einem Distrikt. Seit 2018 ist der Distrikt Qaanaaq Teil der Avannaata Kommunia.

## Orte
Neben der Stadt Qaanaaq befinden sich folgende Dörfer im Distrikt Qaanaaq:
- Qeqertat
- Savissivik
- Siorapaluk

Daneben befanden sich die folgenden mittlerweile verlassenen Siedlungen in der damaligen Gemeinde bzw. im heutigen Distrikt:
- Kangerluarsuk
- Moriusaq
- Neqi
- Qeqertarsuaq

## Wappen
Das Wappen zeigt einen weißen Narwal auf blauem Grund sowie den Polarstern. Der Narwal ist das größte Jagdtier der Gemeinde. Der Polarstern ist eine Anspielung auf die Lage als nördlichste Gemeinde Grönlands. Das Wappen wurde 1977 angenommen.

## Bevölkerungsentwicklung
Die Einwohnerzahl des Distrikts ist relativ konstant.